# SAMB
SAMB este abrevierea pentru Serviciul de Ambulanță al Municipiului București.
Bazele „Societății de Salvare din România” au fost puse de doctorul Nicolae Minovici la 28 iulie 1906, acesta fiind al treilea serviciu de ambulanță din Europa, după cele din Amsterdam și Viena.
Deviza societății era „totdeauna și tuturor, gata pentru ajutor”.